# Mazaalai
Mazaalai (так же BIRD MM, NUMSAT 1) — первый монгольский искусственный спутник Земли. Аппарат был запущен 3 июня 2017 года из Космического центра Кеннеди с помощью ракеты-носителя Falcon 9 рамках миссии SpaceX CRS-11 и служил для наблюдения Земли, проведения технических экспериментов и использовался в радиолюбительских целях.

## История
Освоение космоса Монголией произошло с запуска космонавта Жугдэрдэмидийн Гуррагча на корабле «Союз-39» по программе «Интеркосмос» ещё в 1981 году. Запуск же национального спутника не производился. В апреле 2017 года Монголия приобрела уже запущенный спутник связи MongolSat-1. Mazaalai же стал первым спутником, изготовленным в стране.
Спутник изготавливался в течение двух лет студентами Монгольского государственного университета под патронажем технологического института Кюсю в Японии в рамках международного проекта созвездия спутников Birds. Этот проект также предполагал создание ещё 4 наноспутников идентичных друг другу странами: Гана, Нигерия, Бангладеш и Японии. После запуска в корабле SpaceX CRS-11 был доставлен на МКС. Там 7 июля 2017 года из японского модуля «Кибо» всё созвездие вместе с спутником Mazaalai было выведено на целевую орбиту. Спутники GhanaSat-1 из Ганы и BRAC Onnesha из Бангладеш также стали первыми национальными спутниками стран.
Mazaalai получил своё имя в честь гобийского бурого медведя, находящегося под угрозой исчезновения.
11 мая 2019 года спутник сошёл с орбиты и сгорел в плотных слоях атмосферы Земли

## Конструкция
Спутник представляет собой типичный кубический наноспутник со стороной 10 см на платформе CubeSat 1U массой 1 кг. Электропитание осуществляется с помощью солнечных батарей, расположенных вдоль корпуса. Ориентация на Землю осуществляется по магнитному полю с помощью электромагнитов. Навигация производилась с помощью приёмников GPS.
В качестве полезной нагрузки внутри аппарата расположено две цифровых ПЗС-камеры, датчик космического излучения и прибор для измерения плотности атмосферы. 0,3-мегапиксельная и 5-мегапиксельная камеры снимали Землю в оптическом и ближнем инфракрасном спектре с разрешением 100 метров. Также был установлен небольшой ретранслятор для радиолюбителей. Он работал на частоте 437 МГц.

## Задачи
Основными задачами спутника были:
- проведение независимых наблюдений Земли с целью картографирования и отслеживания стихийных бедствий на территории Монголии[9].
- измерения радиационного фона Земли и плотности атмосферы на больших высотах.
- повышение престижа страны и интереса к космическим исследованиям. С этой целью проводилась радиолюбительская передача и, в частности, транслировался гимн Монголии[10].
- проведение технологических экспериментов. Так на спутнике тестировалось функционирование и работа системы навигации, основанной на GPS[8].